# محوطه نوده لکوان
محوطه نوده لکوان مربوط به دوران‌های تاریخی پس از اسلام است و در شهرستان بوئین‌زهرا، روستای نوده لکوان واقع شده و این اثر در تاریخ ۲۴ فروردین ۱۳۸۲ با شمارهٔ ثبت ۸۱۷۴ به‌عنوان یکی از آثار ملی ایران به ثبت رسیده است.